# 2014年レッドブル・エアレース・ワールドシリーズ

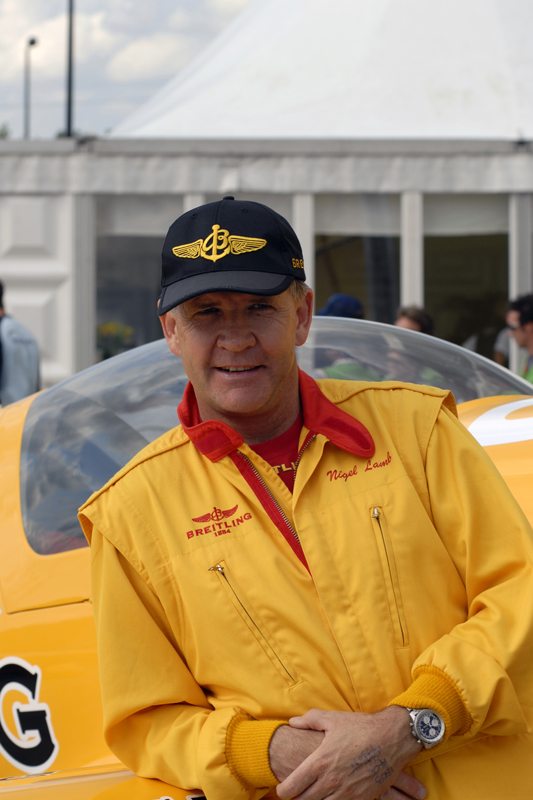
総合優勝したナイジェル・ラム

2014年レッドブル・エアレース・ワールドシリーズでは、2010年を最後に中断され、2014年に再開された通算9回目のレッドブル・エアレース・ワールドシリーズについて述べる。
参戦して7年目のナイジェル・ラムがシリーズを通じて堅実なフライトを貫き、初めて総合優勝を果たした。ラムは初戦と第2戦ではそれぞれ5位と8位で計5ポイントしか獲得できなかったが、マレーシア・プトラジャヤで行われた第3戦で初優勝、残りの5大会では全て2位という成績を収め、総合ポイントで前チャンピオンのハンネス・アルヒより9ポイント、ポール・ボノムより11ポイント上回った。アルヒは第2戦クロアチア・ロヴィニと第4戦ポーランド・グディニャで、ボノムは初戦UAE・アブダビと第5戦イギリス・アスコットでそれぞれ2度ずつ優勝した。ニコラス・イワノフは第6戦アメリカ・フォートワースとオーストリア・シュピールベルクのレッドブル・リンクで行われた第8戦（最終戦）で優勝したほか、ピート・マクロードが第7戦アメリカ・ラスベガスで優勝した。
本シリーズより、若手パイロットのスキル養成も兼ねて、チャレンジャー・カップが導入された。チャレンジャークラスでは、選手は少なくとも3大会に出場し、第7戦ラスベガス大会までの通算成績の上位6名が、オーストリアのレッドブル・リンクで行われる最終戦に参加できた。チェコのペトル・コプシュタインが2位のハリム・オスマン（マレーシア）に1.1秒の差を付けて優勝し、初代チャンピオンとなった。

## パイロットと使用機

### マスタークラス
| No. | パイロット             | 使用機           | ラウンド |
| --- | ---------------------- | ---------------- | -------- |
| 22  | ハンネス・アルヒ       | ジブコ エッジ540 | 全戦     |
| 91  | ピーター・ベゼネイ     | Corvus Racer 540 | 全戦     |
| 55  | ポール・ボノム         | ジブコ エッジ540 | 全戦     |
| 10  | カービー・チャンブリス | ジブコ エッジ540 | 全戦     |
| 21  | マティアス・ドルダラー | ジブコ エッジ540 | 全戦     |
| 95  | マット・ホール         | MX Aircraft MXS  | 全戦     |
| 27  | ニコラス・イワノフ     | ジブコ エッジ540 | 全戦     |
| 9   | ナイジェル・ラム       | MX Aircraft MXS  | 全戦     |
| 84  | ピート・マクロード     | ジブコ エッジ540 | 全戦     |
| 99  | マイケル・グーリアン   | ジブコ エッジ540 | 全戦     |
| 8   | マルティン・ソンカ     | ジブコ エッジ540 | 全戦     |
| 31  | 室屋義秀               | ジブコ エッジ540 | 全戦     |

### チャレンジャークラス
チャレンジャークラスのパイロットは全員、Extra E-330LXを使用する。ボルトン、ツェピエラ、オスマンの3名が、スロベニアのムルスカ・ソボタで行われたレースの予選キャンプで厳しいトレーニングとテストに合格し、2014年4月5日より初参戦することが決定した。
| No. | パイロット               | ラウンド     |
| --- | ------------------------ | ------------ |
| 7   | トム・ベネット           | 1–2, 4–5, 8  |
| 5   | クリスチャン・ボルトン   | 4–6          |
| 11  | ミカエル・ブラジョー     | 1–2, 6–8     |
| 6   | ルーク・チェピエラ       | 2, 4–5, 7    |
| 18  | ペトル・コプシュタイン   | 1, 3–4, 7–8  |
| 35  | フランソワ・ルボット     | 1–3, 7–8     |
| 88  | ハリム・オスマン         | 3, 5, 7–8    |
| 25  | ピーター・ポドランセック | 2–3, 5–6     |
| 17  | ダニエル・リファ         | 1, 3–4, 6, 8 |
| 23  | クラディウス・スピーゲル | 2, 4–5       |
| 26  | フアン・ベラルデ         | 1, 3, 6–7    |

## レース日程と結果
2014年は全8戦が行われた。7月15日に、中国・北京で開催予定だったレースが、オーストリア・シュピールベルクのレッドブル・リンクで代替開催されることが発表された。
| ラウンド | 国               | 地域                                                 | 開催日          | 予選第1位          | 優勝者 (MC)        | 優勝者の使用機   | 優勝者 (CC)              |
| -------- | ---------------- | ---------------------------------------------------- | --------------- | ------------------ | ------------------ | ---------------- | ------------------------ |
| 1        | アラブ首長国連邦 | アブダビ                                             | 2月28日・3月1日 | ピート・マクロード | ポール・ボノム     | ジブコ エッジ540 | フランソワ・ルボット     |
| 2        | クロアチア       | ロヴィニ                                             | 4月12日・13日   | ハンネス・アルヒ   | ハンネス・アルヒ   | ジブコ エッジ540 | フランソワ・ルボット     |
| 3        | マレーシア       | プトラジャヤ（プトラジャヤ湖）                       | 5月17日・18日   | ハンネス・アルヒ   | ナイジェル・ラム   | MX Aircraft MXS  | フランソワ・ルボット     |
| 4        | ポーランド       | グディニャ                                           | 7月26日・27日   | ポール・ボノム     | ハンネス・アルヒ   | ジブコ エッジ540 | クラディウス・スピーゲル |
| 5        | イギリス         | アスコット（アスコット競馬場）                       | 8月16日・17日   | ピート・マクロード | ポール・ボノム     | ジブコ エッジ540 | ハリム・オスマン         |
| 6        | アメリカ合衆国   | フォートワース（テキサス・モーター・スピードウェイ） | 9月6日・7日     | ピート・マクロード | ニコラス・イワノフ | ジブコ エッジ540 | ミカエル・ブラジョー     |
| 7        | アメリカ合衆国   | ラスベガス（ラスベガス・モーター・スピードウェイ）   | 10月11日・12日  | ピート・マクロード | ピート・マクロード | ジブコ エッジ540 | ハリム・オスマン         |
| 8        | オーストリア     | シュピールベルク（レッドブル・リンク）               | 10月25日・26日  | ハンネス・アルヒ   | ニコラス・イワノフ | ジブコ エッジ540 | ペトル・コプシュタイン   |

## 得点及び順位

### マスタークラス
マスタークラスのスコア・システム
| 順位     | 1位 | 2位 | 3位 | 4位 | 5位 | 6位 | 7位 | 8位 | 9–12位 |
| ポイント | 12  | 9   | 7   | 5   | 4   | 3   | 2   | 1   | 0      |
| 順位 | パイロット             | 第1戦 | 第2戦 | 第3戦 | 第4戦 | 第5戦 | 第6戦 | 第7戦 | 第8戦 | ポイント |
| ---- | ---------------------- | ----- | ----- | ----- | ----- | ----- | ----- | ----- | ----- | -------- |
| 1    | ナイジェル・ラム       | 5     | 8     | 1     | 2     | 2     | 2     | 2     | 2     | 62       |
| 2    | ハンネス・アルヒ       | 2     | 1     | 2     | 1     | 8     | 8     | 5     | 4     | 53       |
| 3    | ポール・ボノム         | 1     | 2     | 5     | 5     | 1     | 5     | 7     | 5     | 51       |
| 4    | ニコラス・イワノフ     | 8     | 5     | 11    | 6     | 3     | 1     | 6     | 1     | 42       |
| 5    | ピート・マクロード     | 3     | 4     | 4     | 8     | 11    | 3     | 1     | 8     | 38       |
| 6    | マット・ホール         | 4     | 7     | 3     | 3     | 5     | 6     | 4     | 10    | 33       |
| 7    | マティアス・ドルダラー | 6     | 9     | 8     | 11    | 4     | 4     | 3     | 11    | 21       |
| 8    | マルティン・ソンカ     | 7     | 6     | 6     | 10    | 9     | 7     | 8     | 3     | 18       |
| 9    | 室屋義秀               | 9     | 3     | 10    | 12    | 6     | 9     | 9     | 9     | 10       |
| 10   | カービー・チャンブリス | 11    | 10    | 9     | 4     | 10    | 10    | 11    | 7     | 7        |
| 11   | ピーター・ベゼネイ     | 10    | 11    | 7     | 7     | 7     | 12    | 12    | 12    | 6        |
| 12   | マイケル・グーリアン   | DNS   | 12    | 12    | 9     | 12    | 11    | 10    | 6     | 3        |
| 順位 | パイロット             | 第1戦 | 第2戦 | 第3戦 | 第4戦 | 第5戦 | 第6戦 | 第7戦 | 第8戦 | ポイント |

| 色     | 結果                  |
| ------ | --------------------- |
| 金色   | 優勝                  |
| 銀色   | 2位                   |
| 銅色   | 3位                   |
| 緑     | ポイント圏内完走      |
| 青灰色 | ポイント圏外完走      |
| 青灰色 | 周回数不足 (NC)       |
| 紫     | リタイヤ (Ret)        |
| 赤     | 予選不通過 (DNQ)      |
| 赤     | 予備予選不通過 (DNPQ) |
| 黒     | 失格 (DSQ)            |
| 白     | スタートせず (DNS)    |
| 白     | エントリーせず (WD)   |
| 白     | レースキャンセル (C)  |
| 空欄   | 欠場                  |
| 空欄   | 出場停止処分 (EX)     |

### チャレンジャークラス
チャレンジャークラスのパイロットは、シーズンを通じて少なくとも3大会に出場し、出場した試合の内、最も良かった3大会のスコアをチャレンジャー・カップのランキングに計上でき、ランキング上位6名のパイロットがレッドブル・リンクで行われる最終レースへの参加権を得る。

#### ランキング
チャレンジャークラスのスコア・システム
| 順位     | 1位 | 2位 | 3位 | 4位 | 5位 | 6位 |
| ポイント | 10  | 8   | 6   | 4   | 2   | 0   |
| 順位 | パイロット               | 第1戦 | 第2戦 | 第3戦 | 第4戦 | 第5戦 | 第6戦 | 第7戦 | ポイント |
| ---- | ------------------------ | ----- | ----- | ----- | ----- | ----- | ----- | ----- | -------- |
| 1    | フランソワ・ルボット     | 1     | 1     | 1     |       |       |       | 6     | 30       |
| 2    | ダニエル・リファ         | 2     |       | 3     | 2     |       | 3     |       | 22       |
| 3    | トム・ベネット           | 5     | 2     |       | 3     | 2     |       |       | 22       |
| 4    | ハリム・オスマン         |       |       | 6     |       | 1     |       | 1     | 20       |
| 5    | ミカエル・ブラジョー     | 6     | 4     |       |       |       | 1     | 3     | 20       |
| 6    | ペトル・コプシュタイン   | 4     |       | 2     | 4     |       |       | 2     | 20       |
| 7    | クラディウス・スピーゲル |       | 6     |       | 1     | 3     |       |       | 16       |
| 8    | フアン・ベラルデ         | 3     |       | 4     |       |       | DSQ   | 4     | 14       |
| 9    | ピーター・ポドランセック |       | 3     | 5     |       | 5     | 4     |       | 12       |
| 10   | クリスチャン・ボルトン   |       |       |       | 6     | 6     | 2     |       | 8        |
| 11   | ルーク・チェピエラ       |       | 5     |       | 5     | 4     |       | 5     | 8        |
| 順位 | パイロット               | 第1戦 | 第2戦 | 第3戦 | 第4戦 | 第5戦 | 第6戦 | 第7戦 | ポイント |

#### 最終戦
オーストリアで開催されたシーズン最終戦では、ポイント・ランキング上位6名がチャレンジャー・カップの最終的なランキングを決定するためにレースに臨んだ。
| 順位 | パイロット             | タイム   |
| ---- | ---------------------- | -------- |
| 1    | ペトル・コプシュタイン | 1:05.799 |
| 2    | ハリム・オスマン       | 1:06.900 |
| 3    | ミカエル・ブラジョー   | 1:08.112 |
| 4    | フランソワ・ルボット   | 1:08.132 |
| 5    | ダニエル・リファ       | 1:15.180 |
| 6    | トム・ベネット         | DNS      |